# 第53回日劇學院賞
←第52回 - 第53回 - 第54回→
第53回日劇學院賞，針對2007年4月到6月在日本播出的連續劇做出投票與評比。

## 最優秀作品賞
1. 求婚大作戰
2. 料理新鮮人
3. 我們的教科書

- 讀者票：1.求婚大作戰；2.料理新鮮人；3.詐欺遊戲
- 記者票：1.求婚大作戰；2.我們的教科書；3.詐欺遊戲
- 評審票：1.求婚大作戰；2.料理新鮮人；3.我們的教科書、詐欺遊戲

## 主演男優賞
1. 松本潤（料理新鮮人）
2. 山下智久（求婚大作戰）
3. 小田切讓（時效警察2）

- 讀者票：1.山下智久（求婚大作戰）；2.松本潤（料理新鮮人）；3.松山研一（Sexy Voice And Robo）
- 記者票：1.山下智久（求婚大作戰）；2.松本潤（料理新鮮人）；3.小田切讓（時效警察2）
- 評審票：1.松本潤（料理新鮮人）；2.小田切讓（時效警察2）；3.田中聖（特急田中3號）

## 主演女優賞
1. 菅野美穗（我們的教科書）
2. 長澤雅美（求婚大作戰）
3. 戶田惠梨香（詐欺遊戲）

- 讀者票：1.長澤雅美（求婚大作戰）；2.菅野美穗（我們的教科書）；3.戶田惠梨香（詐欺遊戲）
- 記者票：1.菅野美穗（我們的教科書）；2.長澤雅美（求婚大作戰）；3.戶田惠梨香（詐欺遊戲）
- 評審票：1.菅野美穗（我們的教科書）；2.長澤雅美（求婚大作戰）；3.戶田惠梨香（詐欺遊戲）

## 助演男優賞
1. 北村一輝（料理新鮮人）
2. 松田翔太（詐欺遊戲）
3. 濱田岳（求婚大作戰）

- 讀者票：1.松田翔太（詐欺遊戲）；2.北村一輝（料理新鮮人）；3.濱田岳（求婚大作戰）
- 記者票：1.濱田岳（求婚大作戰）；2.松田翔太（詐欺遊戲）；3.伊藤淳史（我們的教科書）
- 評審票：1.北村一輝（料理新鮮人）；2.佐藤隆太（料理新鮮人）；3.松田翔太（詐欺遊戲）

## 助演女優賞
1. 大後壽壽花（Sexy Voice And Robo）
2. 麻生久美子（時效警察2）
3. 大竹忍（真愛開玩笑）

- 讀者票：1.榮倉奈奈（求婚大作戰）；2.大後壽壽花（Sexy Voice And Robo）；3.香里奈（料理新鮮人）
- 記者票：1.大後壽壽花（Sexy Voice And Robo）；2.麻生久美子（時效警察2） ；3.上野樹里（真愛開玩笑）
- 評審票：1.麻生久美子（時效警察2）；2.山崎靜代（夫婦道）；3.大後壽壽花（Sexy Voice And Robo）、大竹忍（真愛開玩笑）、風吹純（我們的教科書）

## 其他獎項
- 腳本賞：坂元裕二（我們的教科書）
- 主題曲賞：桑田佳祐「明天會放晴嗎」（求婚大作戰）
- 監督賞：大谷太郎等人（料理新鮮人）
- 特別賞：「料理新鮮人」與「求婚大作戰」的電視劇附加效應